# Goran Višnjić
Goran Višnjić (Šibenik, 9. rujna 1972.) je hrvatsko-američki glumac koji se pojavio u mnogim američkim filmovima i serijama. Njegova najzapaženija uloga bila je ona doktora Luke Kovača u hit televizijskoj seriji Hitna služba.

## Životopis

### Karijera
Već od malih nogu pojavljuje se u raznim kazališnim predstavama. Prvi put se na velikom platnu pojavljuje u kontroverznom srbijanskom filmu Braća po materi (1988.), u kojem je glumio mladog ustašu. Kada se Jugoslavija počela raspadati, Višnjić se nalazio na odsluženju jednogodišnjeg vojnog roka u Jugoslavenskoj narodnoj armiji (JNA). Napustio je JNA i vratio se u Šibenik, gdje se pridružio Hrvatskoj vojsci (HV) u obrani svog rodnog grada od napada pobunjenih hrvatskih Srba i pripadnika JNA. Nakon napuštanja Hrvatske vojske, seli se u Zagreb gdje upisuje Akademiju dramske umjetnosti. Kao studenta na drugoj godini akademije zapazio ga je profesor Joško Juvančić i ponudio mu ulogu Hamleta u predstavi koju je postavljao na Dubrovačkim ljetnim igrama. Višnjić se proslavio tom ulogom. 
Prije Hitne službe, Višnjić je glumio manje uloge u filmovima Mirotvorac (The Peacemaker), Dobrodošli u Sarajevo (Welcome to Sarajevo) i Practical Magic. 1998. godine pojavio se u Madonninom glazbenom video spotu za pjesmu The Power of Good-Bye, što ga je lansiralo u holivudske filmske vode. Pridružio se ekipi Hitne službe na snimanju šeste sezone (krajem 1999.), a 2006. godine, postaje i njen glavni glumac. Goran je seriju napustio krajem 2008. godine, nedugo prije njezinog kraja u travnju 2009.
U međuvremenu je glumio u filmovima The Deep End, Posljednja volja i Doctor Sleep te posudio glas u animiranom filmu Ledeno doba (Ice age). Nakon toga glumio je i u mini-seriji Spartak (Spartacus) te u hrvatskom filmu i istoimenoj televizijskoj seriji Duga mračna noć. Pojavljuje se i u filmu Elektra, s Jennifer Garner u glavnoj ulozi. Tijekom ljeta 2005., Višnjića se često spominjalo u kontekstu kandidata za igranje uloge Jamesa Bonda u nadolazećem Casino Royal. Poznato je da je prošao audiciju za tu ulogu te završio kao "finalist", iako je na kraju uloga dodijeljena britanskom glumcu Danielu Craigu.

### Privatni život
Višnjić je u braku s Ivanom Vrdoljak, kćerkom hrvatskog redatelja Antuna Vrdoljaka. Par ima dvojicu sinova, Tina (posvojenog 2007.) i Viga (rođenog 2011.). 
U ljeto 2007. Višnjić se našao u središtu skandala u kojem ga je Šibenčanka Mirela Rupić proglasila ocem svoje kćerkice Lane Lourdes. Glumac je priznao preljub i naposljetku očinstvo.

## Filmografija

### Televizijske uloge
- "Olujne tišine" kao Vladimir Vidrić (1997.)
- "Hitna služba" kao doktor Luka Kovač (1999. – 2008.)
- "Naša mala klinika" kao čovjek na telefonu (2006.)
- "Leverage" kao Damien Moreau (2010.)
- "The Deep" kao Samson (2010.)
- "Tito" kao Andrija Hebrang (2010.)
- "Pan Am" kao Niko Lonza (2011.)
- "BlackBoxTV" kao kemičar (2012.)
- "Red Widow" kao Christian Schiller (2013.)
- "Extant" kao John Woods (2014.)
- "Timeless" kao Garcia Flynn (2016. – danas)
- "General" kao Ante Gotovina (2019.)
- " The Boys" kao Alastair Adana (2019. – danas)

### Filmske uloge
- "Braća po materi" kao ustaša (1988.)
- "Paranoja" (1993.)
- "Michele va alla guerra" kao vojnik (1994.)
- "Detonator 2: Noćna straža" kao UN-ov časnik (1995.)
- "Vidimo se" kao Maks (1995.)
- "Prepoznavanje" kao Ivan (1996.)
- "Mirotvorac" kao Bazta (1997.)
- "Dobrodošli u Sarajevo" kao Risto Bavić (1997.)
- "Puška za uspavljivanje" kao Devetka (1997.)
- "Praktična magija" kao Jimmy Angelov (1998.)
- "Rounders" kao Maurice (1998.)
- "Teško je reći zbogom" kao Davor (1998.)
- "Vjerna žena" kao Neil (2000.)
- "Posljednja volja" kao Bepo Štambuk (2001.)
- "Ljubav bez izlaza" kao Alek "Al" Spera (2001.)
- "Opasni snovi" kao Michael Strother (2002.)
- "Ledeno doba" kao smilodon Soto (2002.)
- "Spartak" kao Spartak (2004.)
- "Duga mračna noć" kao Ivan "Iva" Kolar (2004.)
- "Elektra" kao Mark Miller (2005.)
- "Hrabro srce Irene Sendler" kao Stefan Zgrzembski (2009.)
- "Helen" kao David Leonard (2009.)
- "Apocrypha" (2009.)
- "Početnici" kao Andy (2010.)
- "Boston's Finest" kao Angus Martin (2010.)
- "Muškarci koji mrze žene" kao Dragan Armansky (2011.)
- "Dark Hearts" kao Armand (2012.)
- "Savetnik" kao Michael (2013.)
- "Midnight Sun" kao Mutuk (2014.)
- "Asthma" kao Ragen (2014.)
- "You Were Never Here"  (2015.)
- "General" (2019.) kao Ante Gotovina; producent
- "Hellraiser" kao Roland Voight (2022.)

## Nagrade
- Nagrada Orlando za najboljeg glumca
- Večernjakova ruža (1997., 1998., 1999., 2000., 2002., 2004.)[2]
- Nagrada čitatelja Filmskog.neta
- Zlatna arena za ulogu u filmu Duga Mračna noć (2004.)
- Nagrada na Pariškom festivalu za najboljeg glumca u filmu Doctor sleep (2004.)
- Godišnja Nagrada Vladimir Nazor (2004.)[3]

## Vanjske poveznice
- Goran Višnjić u internetskoj bazi filmova IMDb-u (engl.)